# كاراموكو سيسيه
كاراموكو سيسيه Karamoko Cisse (بالفرنسية: Karamoko Cissé)‏، من مواليد 14 نوفمبر 1988 في سوريسولي في إيطاليا، لاعب كرة قدم غيني.
بدأ مسيرته الكروية مع نادي أتالانتا الإيطالي في عام 2006، وهو يلعب معهم حتى الآن، وهو معار إلى نادي فيرونا الإيطالي في عام 2007.
و هو يلعب مع منتخب غينيا لكرة القدم.

## روابط خارجية
- كاراموكو سيسيه على موقع قاعدة بيانات كرة القدم.إي يو (الإنجليزية)
- كاراموكو سيسيه على موقع ناشيونال فوتبول تيمز (الإنجليزية)
- كاراموكو سيسيه على موقع Soccerway.com (الإنجليزية)
- كاراموكو سيسيه على موقع عالم كرة القدم.نت (الإنجليزية)